# Microchilus atalayae
Microchilus atalayae är en orkidéart som beskrevs av Paul Ormerod. Microchilus atalayae ingår i släktet Microchilus och familjen orkidéer. Inga underarter finns listade i Catalogue of Life.